# ملادن رودونيا
ملادن رودونيا (بالسلوفينية: Mladen Rudonja)‏ (مواليد 26 يوليو 1971) هو لاعب كرة قدم. يلعب مع منتخب سلوفينيا لكرة القدم. سبق له أن لعب في كأس العالم لكرة القدم مع منتخب بلاده.

## روابط خارجية
- ملادن رودونيا على موقع الاتحاد الدولي (مؤرشف)  (الإنجليزية)
- ملادن رودونيا على موقع الاتحاد الأوربي (الإنجليزية)
- ملادن رودونيا على موقع قاعدة بيانات كرة القدم.إي يو (الإنجليزية)
- ملادن رودونيا على موقع ناشيونال فوتبول تيمز (الإنجليزية)
- ملادن رودونيا على موقع Soccerbase.com (لاعب) (الإنجليزية)
- ملادن رودونيا على موقع عالم كرة القدم.نت (الإنجليزية)